# پاداسیوکی
پاداسیُوکی (به فنلاندی: Padasjoki) یک منطقهٔ مسکونی در فنلاند است که در پی‌ینه تاواستیا واقع شده‌است.